# Mateusz Cholewiak
Mateusz Cholewiak (ur. 5 lutego 1990 w Krośnie) – polski piłkarz występujący na pozycji obrońcy, od 2023 w polskim klubie Puszcza Niepołomice. 

## Sukcesy

### Legia Warszawa
- Mistrzostwo Polski: 2019/2020, 2020/2021